# Еві Вудс
Еві Ґоґан (англ. Evie Gaughan; нар. 1976 в Ірландії), яка зараз пише під псевдонімом Еві Вудс, — романістка, авторка роману «Загублена книгарня».

## Дитинство та освіта
Ґоґан народилася 1976 року та виросла у Ґолвеї, на західному узбережжі Ірландії. Навчалася в Домініканському коледжі на пагорбі Тейлора в Ґолвеї. Пізніше вивчала бізнес в університеті, який зараз називається Атлантичним технологічним університетом, а 1996 року отримала диплом з маркетингу після останнього року навчання в Університеті Поля Сабатьє в Тулузі, Франція, за програмою Європейського Союзу Erasmus.
На початку дорослого життя  Ґоґан жила та працювала в Канаді. Однак у неї були панічні атаки і розвинулася соціальна тривожність. У результаті їй довелося звільнитися з роботи, повернутися до Ґолвея та розпочати письменницьку діяльність. Вона зізналася, що «на 95 відсотків впевнена, що не стала б письменницею, якби цього не сталося». Вона вірить у цілющу силу книжок, «бібліотерапію», як вона її називає, яка є однією з головних тем і мотивацій для написання роману «Загублена книгарня».

## Кар'єра
Перш ніж роман «Загублена книгарня» зацікавив видавництво «One More Chapter», Ґоґан видавала свої книжки власним коштом. Описуючи успіх роману «Загублена книгарня» як «неймовірний» та визнаючи, що сарафанне радіо відіграло в цьому величезну роль, вона підписала угоду з One More Chapter на чотири книжки, що охоплюють три книжки, спершу видані самостійно, та одну нову книжку. Її наступна книжка, «Збирач історій», вийшла в Ірландії та Великій Британії у липні 2024 року, а в США — у серпні 2024 року. Роман «Таємнича пекарня на вулиці Парі» вийшов у березні 2025 року.
Ґоґан називає Клер Фуллер, Карлоса Руїса Сафона, Дафну дю Мор'є, Ґейл Ганімен, Елізабет Маккензі та Саллі Руні своїми улюбленими авторами.

## Переклади українською
2025 року у видавництві «Віват» вийшов український переклад роману. Перекладачка — Людмила Людвиченко.